# فرط فيتامين د
فرط الفيتامين د(بالإنجليزية: Hypervitaminosis D)‏ هو الزيادة في إستهلاك وتناول المكونات التي تحتوي على فيتامين د حيث إن فيتامين د يتراكم ويتخزّن في الجسم، لذلك فإن هذا الفيتامين إذا زاد عن اللازم فقد يصل إلى مستويات سامة، فذلك ينتج عنه تشّكل الحصى في الكليتين، وترقق في العظام، وتكلس في القلب. يقوم فيتامين د بتنظيم كميات الكالسيوم خلال الهضم، وكميّات الكالسيوم بمجرى الدم، لذلك عند وجود كميات عالية من هذا الفيتامين تنتج عنها زيادة في الكالسيوم، وأعراض هذه الزيادة تظهر بعد مرور شهر تقريباً.

## الأعراض
- قيء.
- إمساك.
- تعب عام.

*فقدان الشهية.
- ضعف بالعضلات.
- بعض الاعراض الأخرى والتتي تتمثل في عدم انتظام في دقات القلب، والحصى، والتكلس بالأنسجة الرخوة بالقلب والأوعية الدموية.[3]

## النسب المطلوبة
النسب التي يحتاجها جسم الإنسان من فيتامين د تقدر بـ 600 وحدة دولية أي حوالي 15 ميكروغراماً، وتزيد سمية فيتامين د عندما تزيد كميته عن 4000 وحدة دولية أي ما يقارب 100 ميكروغرام لهذا يجب الانتباه وتوخي الحذر عند تناوله.

## السمية
سمية فيتامين (د) هي الحالة النادرة والخطيرة الناجمة عن فرط تركيز فيتامين د الذائب في الدهون في مجرى الدم واستهلاك جرعة زائدة منه. حيث تظهر بعض الاثار الجانبية له وغالبا ما تحدث هذه الحالة نتيجة تناول مكملات من الفيتامين د دون استشارة طبية.
تركيز فيتامين د الطبيعي في الدم يتراوح بين 30- 74 نانوغرام/مل
الجرعة الآمنة من فيتامين د تصل على الأكثر ل 2000 وحدة دولية للبالغين و 1000 وحدة دولية للرضع. أما إذا وصلت الجرعة إلى 4000 وحدة دولية للبالغين هنا لا تعتبر جرعة آمنة وتشكل خطراً على الصحة.

## العلاج
في مرحلة العلاج بداية يجب التوقف عن تناول المكملات التي تحتوي على الفيتامنات وخاصة فيتامين د فوراً، وإعطاء المريض عدد من السوائل عبر الوريد، وبعض العقاقير الدوائية، من خلال السيطرة على ارتفاع نسبة الكالسيوم في الدم.